# Civitas Schinesghe
Civitas Schinesghe is de eerste naam van Polen als een politieke entiteit. De naam is een latinisatie van: “hrady knezske of grody książęce"; “geheel van prinselijke steden" en komt voor het eerst voor in een verloren gegane akte uit 991/992. Deze akte wordt vermeld in een elfde-eeuwse pauselijke regest genaamd “Dagome iudex”, volgens welke vorst Dagomer van de Polanen de leiding had genomen over “Unam civitatem in integro, que vocatur Schinesghe”; "Een politieke eenheid met de naam Schinesghe".
Hoewel een staat Polen niet expliciet wordt genoemd, verwijst de naam Schinesghe hoogstwaarschijnlijk naar Gniezno, een van de belangrijkste nederzettingen van de West-Slavische Polanen. Hun vorst Dagomer liet zich in 965 tijdens zijn huwelijk met prinses Dubravka van Bohemen dopen. In 1000 op het congres van Gniezno werd het eerste Poolse aartsbisdom gevestigd en Dagomer's zoon Bolesław I van Polen werd als frater en medewerker van het Heilige Roomse Rijk erkend door Otto III.